# Common ISDN Application Programming Interface
Das Common ISDN Application Programming Interface (CAPI) ist eine ISDN-konforme standardisierte Programmierschnittstelle. Mit Hilfe der CAPI-Schnittstelle kann Software für die Nutzung von ISDN bereitgestellt werden, ohne dass Kenntnisse der eingesetzten, herstellerspezifischen ISDN-Karte notwendig sind.
Entworfen wurde CAPI ab 1989 von deutschen Herstellern (AVM, Systec, Stollmann) zunächst für das nationale ISDN-Protokoll 1TR6, später dann als CAPI 2.0 für das europäische DSS1. Seit 1994 wird CAPI von der CAPI Association e. V. weiterentwickelt. Die Spezifikationen stehen der Öffentlichkeit frei zur Verfügung. Implementierungen gibt es für verschiedene Betriebssysteme wie Linux und Windows.
Vom ETSI wurde die CAPI 2.0 zunächst als "Profil B" in den draft ETS 300 325 übernommen und später in das Dokument ETS 300 838: Integrated Services Digital Network (ISDN); Harmonized Programmable Communication Interface (HPCI) for ISDN.
Ursprünglich wurde CAPI für die Datenübertragung über ISDN entwickelt. Im Laufe der Zeit wurde die Spezifikation für die Nutzung im Bereich der Sprach- und Faxkommunikation erweitert. Bedingt durch den Trend, dass reine Datenübertragung in neuerer Zeit überwiegend über IP-basierende Netze stattfindet, wird CAPI inzwischen auch im Anwendungsbereich der Sprachapplikationen (z. B. Voicemail, IVR, Callcenter, Sprachkonferenzsysteme), für Fax-Server sowie in kombinierten Systemen (UMS) eingesetzt.
Die CAPI-Spezifikation umfasst in der aktuellen Version (CAPI 2.0, 5th edition) eine Vielzahl von Signalisierungsprotokollen (D-Kanal-Protokolle), zum Beispiel die in Deutschland gebräuchlichen DSS1. Sie ist im OSI-Schichtenmodell zwischen Schicht 3 und Schicht 4 anzusiedeln, steuert aber nur Schicht 1 bis 3.
Neben den gängigen Signalisierungsprotokollen für ISDN gibt es mittlerweile auch CAPI-Spezifikationen für ATM, Bluetooth, GSM und IP-Telefonie (H.323 und SIP), so dass CAPI-Anwendungen auch direkt in den aktuellen Kommunikationsinfrastrukturen verwendet werden können. Spezielle Erweiterungen von CAPI, die auf protokollspezifische Eigenschaften eingehen, sind bereits seit einigen Jahren für ATM definiert. Seit 2006 wird bei der CAPI Association an Spezifikationserweiterungen für IP-Telefonie (z. B. Codec-Aushandlung, erweiterte Adressierungsarten) gearbeitet.